# Craig Russell (écrivain)
Pour les articles homonymes, voir Craig Russell.
Œuvres principales
- Série Jan Fabel
- Série Lennox

Craig Russell, né en 1956 dans le comté de Fife en Écosse, est un écrivain britannique spécialisé dans le roman policier.

## Biographie
Craig Russell travaille un temps dans la police, puis entre dans le domaine de la publicité comme rédacteur et directeur de projet avant de se consacrer entièrement à l'écriture en 1990.
Il parle couramment l'allemand et a développé un intérêt marqué pour l'histoire allemande d'après-guerre. Ses récits intègrent de nombreuses références à des thèmes historiques et mythologiques.
Il publie en 2005 le premier roman de la série de thrillers ayant pour héros Jan Faber, un détective de la police de Hambourg. En février 2007, il reçoit le Polizeistern (Police Star) de la police de Hambourg, devenant ainsi le seul non-allemand à avoir été honoré par ce prix.

## Œuvre

### SérieJan Fabel
1. Rituels sanglants, Le Masque, 2005 ((en) Blood Eagle, 2005), trad. Aurélie Tronchet, 502 p.  (ISBN 2-7024-3252-2)Réédition, Points, coll. « Thriller » no 1563, 2006
2. Contes barbares, Le Masque, 2007 ((en) Brother Grimm, 2006), trad. Aurélie Tronchet, 406 p.  (ISBN 978-2-7024-3251-8)Réédition, Points, coll. « Thriller » no 1943, 2008
3. Immortel, Le Masque, 2008 ((en) Eternal, 2007), trad. Aurélie Tronchet, 407 p.  (ISBN 978-2-7024-3250-1)
4. (en) The Carnival Master, 2008
5. (en) The Valkyrie Song, 2009
6. (en) A Fear of Dark Water, 2011

### SérieLennox
1. Lennox, Calmann-Lévy, coll. « Robert Pépin présente », 2011 ((en) Lennox, 2009), trad. Aurélie Tronchet, 324 p.  (ISBN 978-2-7021-4203-5)Réédition, Le Livre de poche, coll. « Policier » no 32470, 2012
2. Le Baiser de Glasgow, Calmann-Lévy, coll. « Robert Pépin présente », 2012 ((en) The Long Glasgow Kiss, 2010), trad. Aurélie Tronchet, 319 p.  (ISBN 978-2-7021-4282-0)Réédition, Le Livre de poche, coll. « Policier » no 32940, 2013
3. Un long et noir sommeil, Calmann-Lévy, coll. « Robert Pépin présente », 2013 ((en) The Deep Dark Sleep, 2011), trad. Aurélie Tronchet, 350 p.  (ISBN 978-2-7021-4443-5)
4. (en) Dead Men and Broken Hearts, 2012

### Roman indépendants
- Biblical, Bragelonne, 2017 ((en) Biblical, 2014), trad. Benoît Domis, 428 p.  (ISBN 979-10-281-0252-4)
- (en) The Devil Aspect, 2019
- (en) Hyde, 2021
- (en) The Devil’s Playground, 2023

## Filmographie

### Comme auteur adapté
- 2010 : Wolfsfährte (de), téléfilm allemand réalisé par Urs Egger d’après le roman Brother Grimm, avec Peter Lohmeyer.
- 2012 : Blutadler (de), téléfilm allemand réalisé par Nils Willbrandt d’après le roman Blood Eagle, avec Peter Lohmeyer.